# Senta Radvanová
Senta Radvanová (27. dubna 1929, Zlín – 23. února 2018) byla česká právnička, odbornice na rodinné právo a vysokoškolská pedagožka.

## Život
Senta Radvanová se narodila v rodině lékaře, jejím otcem byl MUDr. Bohuslav Albert (1890–1952), chirurg a první ředitel Baťovy nemocnice. Po okupaci českých zemí musela rodina Zlín v roce 1942 opustit, Senta získala středoškolské vzdělání v Praze a v roce 1947 maturovala na reálném gymnáziu v Libni. Od podzimu 1947 studovala na Právnické fakultě Univerzity Karlovy, kde už jako studentka pracovala jako pomocná vědecká síla a po absolutoriu v roce 1951 zde působila jako asistentka na katedře občanského práva. V té době se také provdala, jejím manželem se stal sochař František Radvan (* 1922).
V roce 1965 obhájila kandidátskou disertační práci (Rozvod manželství v československém právu) a v roce 1983 byla jmenována docentkou. V letech 1951–2011 působila  Právnické fakulty Univerzity Karlovy v Praze, po roce 2011 také působila na Západočeské univerzitě v Plzni.
Senta Radvanová se zabývala se rodinným právem, a to i v širších interdisciplinárních kontextech (z pohledu sociologie, psychologie, antropologie a etiky). Podílela se rovněž na legislativní činnosti ministerstev.

## Z publikační činnosti
- Manželství a rodina v ČSSR (Praha 1964)
- Kurs občanského práva. Instituty rodinného práva. (Praha 1999, s Michaelou Zuklínovou)
- Rodina a dítě v novém občanském zákoníku (Praha 2015, vedoucí autorského kolektivu)